# 李今淑
李 今淑（リ・グムスク、リ・クムスク、チョソングル：리금숙、ラテン翻字: RI Kum-suk、 1978年8月16日 - ）は、朝鮮民主主義人民共和国・咸鏡南道咸興市出身の元女子サッカー選手である。現役時代のポジションはフォワード。
漢字表記ではほかに李 金淑、李 琴淑も見られる。

## 経歴
15歳の時には既に4.25体育団の女子サッカー部門に入団し、サッカーエリートとしての道を歩み始めていた
。
1999年、20歳の時北朝鮮代表に選出され、同年開催のFIFA女子ワールドカップ・アメリカ大会に出場した。同大会ではデンマークに3-1で勝利したものの、ナイジェリアに2-1で敗北し、グループリーグ突破はならなかった。李はミッドフィールダーとして試合に出場し、代表のエース的存在だった陳星姫をアシストした。
4年後の2003年、北朝鮮はFIFA女子ワールドカップ・アメリカ大会へ出場する事となり、李はキープレーヤーとして陳ともども活躍を見せた。前回大会で敗北した相手ナイジェリアと再び1次リーグで対戦し、3-0で勝利した。李は試合中にシュートを5回放ち、うち73分に1得点を挙げた。しかし続くスウェーデン戦およびアメリカ戦では北朝鮮は1得点も挙げられないまま0-1、0-3で敗北し、グループリーグ敗退に終わった。
FIFA女子ワールドカップ・中国大会の予選を兼ねていた2006年のAFC女子アジアカップでは、準決勝の
中国戦でロスタイムにオフサイドの判定があった事で、試合後に乱闘事件が勃発する事態となった。北朝鮮側は再試合を求めたが認められず、この試合での結果 (中国 1-0 北朝鮮) はそのまま確定し、北朝鮮はAFC枠第3代表としてワールドカップに出場する事となった。
北朝鮮はグループリーグでグループBに入ったが、前回大会のグループリーグと全く同じ顔ぶれであった（アメリカ、スウェーデン、ナイジェリア）。初戦の相手はアメリカ。前半22分に許順姫が負傷交代するというアクシデントがある中、吉善姫と金英愛のゴールで一時はアメリカを逆転した (結果はその後追いつかれ、2-2のドローに終わった)。優勝候補のアメリカ相手に善戦した事は驚きを持って迎えられた。
第2戦のナイジェリア戦では、21分にヘディングで挙げた1得点を含む2-0で勝利した上、この試合のプレーヤー・オヴ・ザ・マッチにも選出された。
スウェーデン戦は1-2で敗北し、勝ち点数で同国に並んだものの得失点差で上回り、決勝トーナメントへの進出を果たした。しかし準々決勝 (決勝トーナメント1回戦) ではドイツと対戦して0-3で敗退し、ベスト8の成績で同大会を終えた。
ワールドカップおよび北京オリンピック・アジア予選での活躍が評価されて、李は2007年度のAFC女子年間最優秀選手賞を受賞した 。
2006年にカタール・ドーハで開催されたアジア競技大会では、大韓民国のバスケットボール選手李圭燮と共に旗手をつとめ、朝鮮半島が描かれた「韓半島旗」を掲げた。
大会では1次リーグを突破し、準決勝で中国と対戦。延長前半4分に相手ディフェンダーを交わし、左足でのシュートで2点目を挙げた。その後李銀敬のゴールで3-1で勝利、決勝戦に進出した。
決勝戦では日本と対戦、0-0のままPK戦に突入し、2-4で優勝した。
2008年、北京オリンピック出場後、所属する4･25体育団の指導者の息子にあたる男性と結婚し、その後現役を引退した。